# 万能钥匙 (电影)
，是美國2005年的一部懸疑恐怖片，伊恩·蘇佛利執導，凱特·哈德森，吉娜·羅蘭茲，約翰·赫特，彼得·賽斯嘉與喬伊·布賴恩特主演，剧情描述一位年輕的女護理師改任私人看護後，捲入一系列充滿巫術「胡毒」儀式的靈異事件，結局驚悚非常，出人意表。2005年7月29日在英國上映，8月12日在北美上映。

## 剧情
紐奧良的一名護理師卡罗琳·艾利（凱特·哈德森饰），是一位年輕貌美、有理想、有愛心的時代女性，因為受不了工作的養老院同事們對安寧病房老人的無情，透過律师路克·馬歇爾（彼得·萨斯加德饰）的介紹，改到路易斯安那南部地区的一个偏远的莊園別墅擔任私人看護。
卡洛琳的工作，是照顾中風而癱瘓的男主人班傑明·狄弗羅（约翰·赫特饰）。本杰明之妻白歐蕾（吉娜·羅蘭茲饰），是別墅的女主人，是真正的「一家之主」，別墅中一面鏡子也沒有，白歐蕾更直接禁止卡罗琳在屋內擺鏡子，並緊緊封鎖許多房間，其中閣樓上的房間經常發出怪聲，明明癱瘓的本杰明還曾經在床單上寫下「救命」。種種古怪的跡象令卡洛琳更加好奇。好奇心作祟的卡罗琳利用白歐蕾给的一把「万能钥匙」，開啟阁楼上的秘密房间，发现了房內毛髮、人骨、咒语书、药水瓶、胡毒娃娃等各种巫術道具，於是以辭職要脅白歐蕾吐露實情，白歐蕾只好娓娓道來。
此別墅是當地知名的凶宅，九十年前此地爆發過駭人聽聞的私刑案件。這棟別墅是銀行家托普所有，這房間是管家具斯懷老爹與瑟西兒老媽的臥室，具斯懷夫婦表面上身分是托普家的僕人，背地裏是美南黑人界著名的胡毒巫師，在一次上流社會的盛宴之中，具斯懷夫婦打算教導胡毒巫術給托普的一雙兒女，即托普小弟與托普小妹。引誘兒女加入邪教，惹惱了篤信基督教的托普，怒而直接在幾十個銀行家面前公開「宗教審判」，把他們以傳播巫術罪，判處火刑並就地正法。托普把具斯懷夫婦活活燒死之後，厄運不斷，不久之後其經營的銀行破產，回家又面臨家庭失和，一怒之下槍殺了其妻並飲彈自盡，附近鄉民都說具斯懷夫妇枉死的冤魂回來報仇了。小托普兄妹在1962年時經濟因素把這間凶宅賣給了本杰明與白歐蕾。白歐蕾曾在镜中看到过具斯懷夫妇顯靈，所以禁止再房內掛镜子。
卡罗琳身為受過多年科學教育的護理師，一直抱持著無神論，不相信任何怪力亂神的巫術，所以對白歐蕾的鬼故事半信半疑。但卡洛琳倒是看出了病入膏肓的本杰明疑神疑鬼，懷疑自己被具斯懷跟瑟西兒兩個惡鬼作祟並詛咒，為了破除本杰明的心病，卡罗琳采纳了閨蜜吉兒·杜培（喬伊·布賴恩特飾）的建议，去了当地的一家以洗衣店作偽裝的胡毒商品店，卡罗琳開始對這種巫術感興趣。在這間掛羊頭賣狗肉的洗衣店中，一个老妪告訴卡罗琳：「如果你不相信胡毒有效，那麼它就無法伤害你。」吉兒的说法亦是如此。
卡洛琳一度想辭職一走了之，但看到本杰明，就想起与自己鬧彆扭一生的亡父，於是决定帮助本杰明。卡洛琳買了一些胡毒藥粉，並抹在班傑明憔悴的臉上，希望能安慰班傑明，班傑明卻氣若游絲地擠出了幾個字：「帶我離開這裏」。白歐蕾此時卻剛好踏入房門，卡洛琳眼見事發，搪塞了一下白歐蕾，便離開了。
卡洛琳向律師路克詢問上一個看護離職的原因，路克直接帶她找到那個看護，讓看護說清楚、講明白。看護認為那屋子太詭異，還勸卡洛琳也趕快辭職。卡洛琳跟路克回程時路過一個灑滿磚灰的加油站，卡洛琳知道這一定又是一個信仰胡毒的據點，於是立刻進去探訪，屋裏的老媼講了一些具斯懷夫婦的故事，原來具斯懷夫婦擁有一張錄著胡毒咒語的唱片，那咒語可以讓人長生不老，但要以一個替身的命作代價。此時卡洛琳開始擔心班傑明的安危，她想起自己曾經發現過那張唱片，並因覺得可疑而藏在自己房間裏，她回到別墅之後，卻發現唱片不翼而飛，她質疑是白歐蕾偷走的，而且白歐蕾也在練習巫術。於是她假意叫白歐蕾過來，卻在門口撒上了砖灰，白歐蕾到了門口，發現了砖灰，愣在門口，不知如何是好。此時的卡洛琳已經了然於胸，知道白歐蕾也是一個胡毒女巫。
卡洛琳虛情假意地跟白歐蕾聚餐，卻暗中用強效的迷藥水迷倒白歐蕾，藥效發作，白歐蕾發覺不對，拿起一張名為「保護法」的祕笈，就要開始作法，施展巫術。卡洛琳眼明手快搶走了祕笈，並即刻开车載著本杰明逃出别墅。但別墅大門被鐵鍊深鎖，即使卡洛琳多次开车衝撞，依然撞不出去，此時白歐蕾甦醒，抄起來福槍追殺卡洛琳，卡洛琳只好把本杰明藏在花棚裏，隻身划著小艇去路克家求援，一到他家，卻发现路克家中擺滿了胡毒的法器，原來路克也是胡毒巫師，和白歐蕾是一伙的！卡罗琳想先發制人，卻遭路克偷襲勒昏，带回別墅。
卡洛琳试图以胡毒方式對抗路克，她在屋中洒满了砖灰，終於脱出魔掌，孰料一波未平，一波又起，白歐蕾又出現，打鬥之中，卡罗琳把白歐蕾推下了楼梯，逃向了阁楼秘室，打了電話報警，也打电话给吉兒求救。卡洛琳想起了从白歐蕾身上抢来的「保護」祕笈，於是依照祕笈，在自己周围畫出一圈結界。白歐蕾此时表示胡毒只对信奉的人有效，是「信則有，不信則無」，而白歐蕾所做的一切，都是为了使卡罗琳信仰胡毒。原來，那個祕笈實際上的功效不是「保護」，而是「困住」，讓她被困在結界之內。卡罗琳意识到自己中計了，原來白歐蕾想害的並不是本杰明，而是自己！卡洛琳试图自我催眠，否认自己相信胡毒，但已無濟於事，她已經成為陷阱裏的羔羊。路克播起了胡毒咒語的唱片，白歐蕾把一面镜子推向卡罗琳，镜中依序出现托普小妹、白歐蕾、瑟西兒的身影，這即是胡毒奪舍的過程。
九十年前，具斯懷與瑟西兒在被殺之前，早已經將自己的靈魂與托普的一雙兒女交換，讓托普的一雙兒女被火刑燒死，乖乖當替死鬼。托普夫婦的槍擊事件，應該就是具斯懷與瑟西兒製造出來的，用以滅口。1962年，他們見到自己的軀殼逐漸老化，為了保持長生不死，又設法詐騙，奪了前來購屋的本杰明、白歐蕾夫婦的軀殼。
此時镜子猛然撞在卡罗琳身上，使她失去了知觉，瑟西兒的灵魂離體，並附身在卡罗琳体內，而真正卡罗琳的灵魂被趕進白歐蕾的体內。這位新的“卡罗琳”悠悠地說：「现在要让人们相信胡毒，愈来愈困難了。」並用了不知名的毒酒把“白歐蕾”毒成啞巴、癱瘓，呈中风状，以杜絕她求救。其實具斯懷的灵魂早已奪了路克的軀殼，並把路克的靈魂趕到本杰明身上，再用毒药致使“本杰明”中风瘫痪。這時卡罗琳的靈魂才理解“本杰明”之所以流淚與悲號，一直都是卢克的靈魂求救著。
警方跟吉兒都到达別墅了解情況，「卡洛琳」說，昨晚的電話是因為白歐蕾坠楼受伤，她一時不知道如何是好，才四處打電話求助。“路克”以律師的身分說，“白歐蕾”坠楼受伤導致不能言语，“本杰明”也早已中风瘫痪。“本杰明”與“白歐蕾”为感激卡罗琳的照顾，以法律程序将别墅贈與“卡罗琳”了。最後，惡毒的具斯懷夫婦以“卢克”和“卡罗琳”的身份继续占有别墅，而卡罗琳和卢克靈魂被困在本杰明和白歐蕾老去的軀殼中，被送往養老院安寧病房等死，他倆相對無言，眼睜睜看著自己珍愛的身體，淪為惡魔的新居。

## 演員
- 凱特·哈德森飾卡洛琳·艾利
- 約翰·赫特飾班傑明·狄弗羅
- 吉娜·羅蘭茲飾白歐蕾·狄弗羅
- 彼得·薩斯加德飾路克·馬歇爾
- 喬伊·布賴恩特（英语：Joy Bryant）飾吉兒·杜培
- 羅納德·麥克科爾飾具斯懷
- 潔瑞·普萊斯考特（英语：Jeryl Prescott）飾瑟西兒

## 外部鏈接
- 爛番茄上《万能钥匙》的資料（英文）
- 互联网电影数据库（IMDb）上《The Skeleton Key》的资料（英文）
- AllMovie上《The Skeleton Key》的资料（英文）
- 採訪尊·赫
- 萬能鑰匙屋-外景（页面存档备份，存于）
- 官方網站（页面存档备份，存于）
- Rotten Tomatoes aggregation of "The Skeleton Key" reviews（页面存档备份，存于）
- Trailer at Apple.com（页面存档备份，存于）
- Review and info at Netflix.com（页面存档备份，存于）